# Soběslavice
Soběslavice (en allemand : Sebeslawitz) est une commune du district et de la région de Liberec, en République tchèque. Sa population s'élevait à 171 habitants en 2021.

## Géographie
Soběslavice se trouve à 7 km au sud-est de Český Dub, à 19 km au sud de Liberec et à 73 km au nord-est de Prague.
La commune est limitée par Vlastibořice au nord et au nord-est, par Pěnčín à l'est, par Svijanský Újezd au sud, et par Kobyly à l'ouest.

## Histoire
La première mention écrite du village date de 1371.

## Transports
Par la route, Soběslavice se trouve à 11 km de Český Dub, à 27 km de Liberec et à 88 km de Prague.